# مارک بول

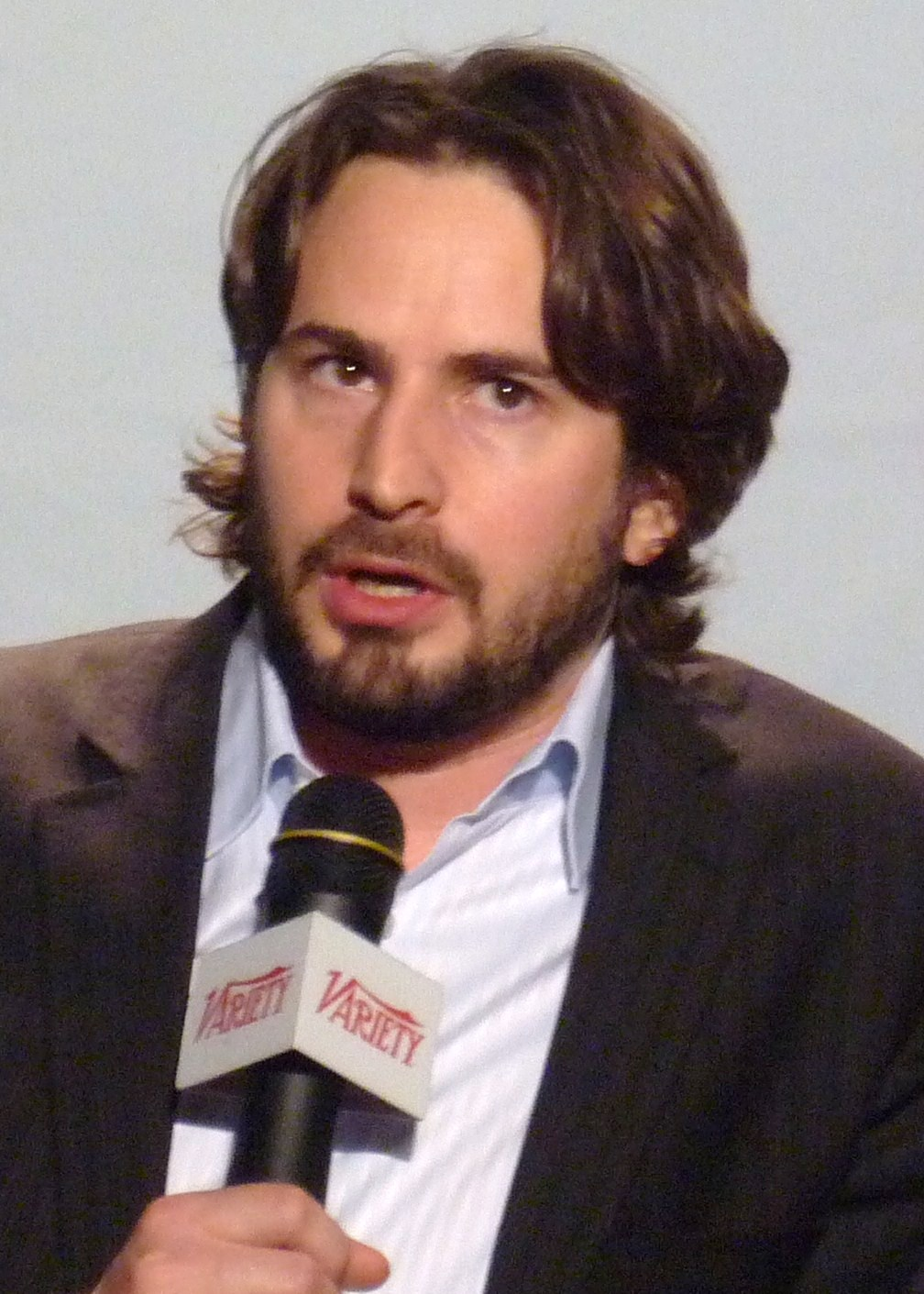
مارک بول

مارک بول (به انگلیسی: Mark Boal) (زاده: ۱۹۷۳) روزنامه‌نگار و فیلمنامه‌نویس آمریکایی می‌باشد.وی برای فیلم قفسه درد نامزد جایزه اسکار بهترین فیلم‌نامه اصلی شد.